# Route 12 (Alberta)
Pour les articles homonymes, voir Route 12.
La Route 12 est une route ouest / est parcourant le centre de l'Alberta. Elle débute à l'intersection avec la route 22 et relie Lacombe et Stettler à la frontière de la Saskatchewan. Elle est généralement parallèle à la route 13, laquelle se trouve au nord. La route 12 parcourt environ 364 kilomètres (226 mi).

## Description du tracé
La route 12 débute à l'intersection avec la route 22 à environ 10 km (6 mi) au nord de Rocky Mountain House. Elle se dirige vers l'est jusqu'à Bentley où elle rencontre la route 20. Elle continue le long de la rive sud du Lac Gull et se son village d'été, Gull Lake, avant de croiser la route 2 (Queen Elizabeth II Highway). À l'est de cette jonction, elle passe par Lacombe en emprntant 50 Avenue avant de poursuivre vers l'est. À son intersection avec la route 50 près de Tees, la route 12 bifurque vers le sud-est et passe par le village d'Alix, où elle forme un court multiplex avec la route 21, avant de reprendre la direction est à la jonction avec la route 11 près de Nevis. Elle traverse Erskine avant d'entrer à Stettler et d'y croiser la route 56. À l'est de Stettler, elle passe par Botha, Gadsby et Halkirk avant de tourner à nouveau vers le sud-est. Elle passe par Castor, y croise la route 36 (Veterans Memorial Highway) et traverse Fleet, Coronation, Throne et Veteran. Elle partage sa route sur 18 km (11 mi) avec la route 41 (Buffalo Trail) entre Consort et Monitor avant de poursuivre son trajet vers Kirriemuir et Altario. Elle atteint finalement la frontière de la Saskatchewan près de Compeer où elle continue son trajet comme SK-51.

## Intersections majeures
| Municipalité rurale / spécialisée             | Ville      | km                         | Destinations                                         | Notes                                     |
| --------------------------------------------- | ---------- | -------------------------- | ---------------------------------------------------- | ----------------------------------------- |
| Comté de Clearwater                           |            | 0,00                       | AB-22 – Drayton Valley, Rocky Mountain House         |                                           |
| Comté de Clearwater                           | 22,70      | AB-761 – Leslieville       |                                                      |                                           |
| Comté de Lacombe                              |            | 39,00                      | AB-766 – Eckville                                    |                                           |
| Comté de Lacombe                              | Bentley    | 58,60                      | AB-20 – Rimbey, Sylvan Lake                          | Carrefour giratoire                       |
| Comté de Lacombe                              | Bentley    | 61,20                      | AB-12A est (44 Street)                               | Terminus ouest de l'AB-12A                |
| Comté de Lacombe                              | Gull Lake  | 68,60                      | AB-12A est – Parc provincial d'Aspen Beach           | Terminus est de l'AB-12A                  |
| Comté de Lacombe                              |            | 70,40                      | AB-792 nord – Crestomere                             | Terminus sud de l'AB-792                  |
| Lacombe                                       | Lacombe    | 79,20                      | AB-2 – Edmonton, Red Deer, Calgary                   | Sortie 422 de l'A-2                       |
| Lacombe                                       | Lacombe    | 83,00                      | AB-2A – Ponoka, Red Deer                             |                                           |
| Comté de Lacombe                              |            | 96,40                      | AB-815 – Ponoka, Joffre                              |                                           |
| Comté de Lacombe                              | 111,00     | AB-821 nord                | Terminus sud de l'AB-821                             |                                           |
| Comté de Lacombe                              | 111,40     | AB-50 est – Mirror, Bashaw | Terminus ouest de l'AB-50                            |                                           |
| Comté de Lacombe                              | Alix       | 124,20                     | AB-601 – Buffalo Lake                                |                                           |
| Comté de Lacombe                              |            | 129,90                     | vvv AB-21 nord – Mirror, Bashaw, Camrose             | Terminus ouest du multiplex avec l'AB-21  |
| Comté de Stettler No 6                        |            | 131,60                     | vvv AB-21 sud – Delburne, Three Hills                | Terminus est du multiplex avec l'AB-21    |
| Comté de Stettler No 6                        |            | 139,40                     | AB-11 ouest – Red Deer                               | Terminus est de l'AB-11                   |
| Comté de Stettler No 6                        | Erskine    | 147,60                     | AB-835 – Rochon Sands                                |                                           |
| Stettler                                      | Stettler   | 159,30                     | AB-56 – Camrose, Drumheller                          |                                           |
| Comté de Stettler No 6                        |            | 169,90                     | AB-850 nord – Red Willow, Donalda                    | Terminus ouest du multiplex avec l'AB-850 |
| Comté de Stettler No 6                        | Botha      | 173,30                     | AB-850 sud                                           | Terminus est du multiplex avec l'AB-850   |
| Comté de Stettler No 6                        | Gadsby     | 185,40                     | AB-852 nord                                          | Terminus sud de l'AB-852                  |
| Comté de Paintearth No 18                     |            | 198,40                     | AB-855 nord – Parc provincial de Big Knife, Daysland | Terminus ouest du multiplex avec l'AB-855 |
| Comté de Paintearth No 18                     | Halkirk    | 200,30                     | AB-855 sud – Endiang                                 | Terminus est du multiplex avec l'AB-855   |
| Comté de Paintearth No 18                     | Castor     | 218,50                     | AB-861 nord (45 Street) vers AB-599 est              |                                           |
| Comté de Paintearth No 18                     |            | 222,90                     | AB-36 – Viking, Hanna                                |                                           |
| Comté de Paintearth No 18                     | Coronation | 253,10                     | AB-872 sud                                           | Terminus ouest du multiplex avec l'AB-872 |
| Comté de Paintearth No 18                     | Coronation | 254,80                     | AB-872 nord – Hardisty                               | Terminus est du multiplex avec l'AB-872   |
| Aire spéciale No 4                            | Veteran    | 278,40                     | AB-884 nord – Hughenden, Amisk                       | Terminus ouest du multiplex avec l'AB-884 |
| Aire spéciale No 4                            |            | 280,00                     | AB-884 sud – Youngstown                              | Terminus est du multiplex avec l'AB-884   |
| Aire spéciale No 4                            | Consort    | 303,20                     | AB-41 nord – Wainwright                              | Terminus ouest du multiplex avec l'AB-41  |
| Aire spéciale No 4                            | Consort    | 303,20                     | AB-886 sud – Cereal                                  |                                           |
| Aire spéciale No 4                            | Monitor    | 320,50                     | AB-41 sud – Oyen, Medicine Hat                       | Terminus est du multiplex avec l'AB-41    |
| Aire spéciale No 4                            | Altario    | 349,50                     | AB-899 – Provost, Esther                             |                                           |
| Aire spéciale No 4                            | Compeer    | 363,80                     | SK-51 est – Kerrobert                                | Continue en Saskatchewan                  |
| - Terminus de multiplex - Transition de route |            |                            |                                                      |                                           |

## Route 12A
La Route 12A est la désignation d'une route alternative de 9 km (6 mi) desservant la rive sud du Lac Gull.
En 2012, le Gouvernement de l'Alberta a commencé la construction d'un réalignement de la route 12 entre Bentley et Gull Lake, environ 500 mètres (0,30 miles) au sud du tracé original, contournant les deux communautés de même que le Parc provincial d'Aspen Beach. En 2017, la route 12 a été transférée sur le nouveau tronçon alors que l'ancien tracé est devenu la route 12A.